# Paul Roazen
Paul Roazen (* 14. August 1936 in Boston; † 3. November 2005) war ein Politikwissenschaftler, der zu einem bedeutenden Historiker der Psychoanalyse wurde.

## Leben
Roazen studierte an der Harvard University und in Chicago und Oxford, um dann nach Harvard zurückzukehren. Seine Dissertation schrieb er über Freuds politisches Denken. 1971 wechselte er an die York University in Toronto, wo er bis 1995 unterrichtete.
1965 begann Roazen überlebende Freunde, Verwandte, Kollegen und Patienten Freuds zu interviewen. Sein erstes großes Buch „Freud and his followers“ basierte auf Hunderten von Stunden Interviewmaterial. Das war damals ein origineller Ansatz. Zwar hatte auch Kurt Eissler in den fünfziger Jahren Interviews mit Pionieren der Psychoanalyse geführt, aber Eissler veröffentlichte seine Interviews (mit Ausnahme eines Interviews mit Wilhelm Reich) nicht.
Roazen war der erste Nicht-Psychoanalytiker, dem Anna Freud Zugang zum Archiv des British Psychoanalytical Institute gewährte. Dort konnte er alle Papiere einsehen, die Ernest Jones für seine offiziöse Freud-Biographie verwendet hatte.

## Schriften

### Als Autor
- Freud. Political and social thought. Alfred A. Knopf, New York (New York) 1968
  - Politik und Gesellschaft bei Sigmund Freud. Übersetzung Hilde Weller. Suhrkamp Verlag, Frankfurt am Main 1971.
- Brother animal. The story of Freud and Tausk. Alfred A. Knopf, New York (New York) 1969
  - Brudertier. Sigmund Freud und Victor Tausk. Die Geschichte eines tragischen Konflikts. Übersetzung Friedhelm Herborth. Hoffmann und Campe Verlag, Hamburg 1973, ISBN 3-455-06339-X
- Freud and his followers. Alfred A. Knopf, New York (New York) 1971
  - Sigmund Freud und sein Kreis. Eine biographische Geschichte der Psychoanalyse. Übersetzung G. H. Müller. Gustav Lübbe Verlag, Bergisch Gladbach, ISBN 3-7857-0189-6
- Erik H. Erikson. The power and limits of a vision. The Free Press, New York (New York) 1976.
- Helene Deutsch. A psychoanalyst’s life. Doubleday, New York (New York) 1985
  - Freuds Liebling Helene Deutsch. Das Leben einer Psychoanalytikerin. Verlag Internationale Psychoanalyse, München/Wien 1989.
- Encountering Freud. The politics and histories of psychoanalysis. Transaction Publishers, New Brunswick (New Jersey) 1990.
- Meeting Freud’s family. University of Massachusetts Press, Amherst (Massachusetts) 1993.
- mit Bluma Swerdloff: Heresy. Sándor Radó and the psychoanalytic movement. Aronson, Northvale (New Jersey) 1995.
- How Freud worked. First-Hand accounts of patients
  - Wie Freud arbeitete: Berichte von Patienten aus erster Hand. Psychosozial-Verlag, Gießen 1999
- Canada’s King. An essay in political psychology. Mosaic Press, Oakville (Ontario) 1998
- Oedipus in Britain. Edward Glover and the struggle over Klein. Other Press, New York (New York) 2000.
- Political theory and the psychology of the unconscious. Freud, J. S. Mill, Nietzsche, Dostoevsky, Fromm, Bettelheim and Erikson. Open Gate Press, London 2000.
- The historiography of psychoanalysis. Transaction Publishers, New Brunswick (New Jersey) 2001.
- The trauma of Freud. Controversies in psychoanalysis. Transaction Publishers, New Brunswick (New Jersey) 2002.
- Cultural foundations of political psychology. Transaction Publishers, New Brunswick (New Jersey) 2003.
- On the Freud watch. Public memoirs. Free Association Books, London 2003.
- Edoardo Weiss. The house that Freud built. Transaction Publishers, New Brunswick (New Jersey) 2005.
- The doctor and the diplomat. The mysterious collaboration between Freud and Bullitt on Woodrow Wilson. Rowman & Littlefield, New York (New York)
  - Sigmund Freud und William C. Bullitt. Die ungewöhnliche Zusammenarbeit zwischen dem Analytiker und dem Diplomaten. Psychosozial-Verlag, Gießen 2007.

### Als Herausgeber
- Victor Tausk: Sexuality, war, and schizophrenia: collected psychoanalytic papers, edited and with an introduction by Paul Roazen; translations by Eric Mosbacher &others. Transaction Publishers, New Brunswick, U.S.A. 1991.